# Горничево
Горничево (грч. Κέλλη, Кели) је насеље у Грчкој у општини Суровичево, периферија Западна Македонија. Према попису из 2021. било је 563 становника.

## Географија
Село је удаљено 27 km источно од Лерина (Φλώρινα) и 22 km од општинског центра, варошице Суровичево (Αμύνταιο), у подножју планине Ниџе (Βόρας).

## Историја

### Отомански период
Главну улогу у историјским околностима села Горничево, имао је географски положај , односно превој који повезује област Пелагоније, или Леринског поља, са путним правцем према Водену и Солуну. Превој је брањен са старе средњовековне куле, чији остаци још увек постоје. Научници сматрају да је на том подручју био смештен и антички град Кели, који се по доступним историјским подацима налазио на путу Via Egnatia.
До турских освајања, после Маричке битке, простор Горничева је као и остали македонски крајеви, у саставу српске средњовековне државе, односно Српског царства. Распадом царства, овај крај улази у састав државе српског краља Марка.
Село се први пут спомиње у турским дефтерима 1468. године, под именом Горничево и у њему тада има 20 домаћинстава.
Око 1840. године, сеоску имовину је насилно приграбио Илијаз паша и претворио село у чифлук. Касније, становништво успева да откупи поседе.
На крају 19. века Горничево је насељено Словенима. У различитим статистикама тог доба се спомиње као село са 160 домаћинстава, са 522 становника Словена и 50 Цигана, као што је наведено у цариградској "Етнографији вилајета Једрене, Битољ и Солун“.
У септембру 1879. године, у време борби око поделе цркве на патријаршију и егзархију, грчке андартске чете нападају село, под вођством андартског капетана Атанасиоса Катарахије.
По статистици Васила Канчева из 1900. године, у селу живи 960 становника, које он наводи као Бугаре. По подацима из 1904. године, после Илинданског устанка цело село приступа бугарској егзархији. Њен службеник Димитар Мишев наводи, да у 1905. години, у селу живи 1.344 становника Словена егзархиста.
Бугарски извори наводе да становници села масовно учествују у редовима бугарских комита, у борби против османске власти и грчких андартских јединица. На Илиндан 1906. године, село поново нападају бројне андартске чете, али их одбија сеоска комитска милиција, при чему гине 17 андарта.
Грчки извори наводе да су бројни прослављени андарти рођени у селу, као Мина Цалко каснији градоначелник Лерина, Стергиос Сапундзис, Папапетрос, Јоргос Зисис и многи други, што показује сталне поделе Словена у овим крајевима, на огорчену борбу за патријаршију или егзархију, која је често доводила до крвавих обрачуна.

### После Балканских ратова
У току Првог балканског рата село ослобађа грчка војска, а после Другог балканског рата и поделе историјске области Македоније, село улази у састав Краљевине Грчке. У току Првог светског рата село је окупирано од стране бугарске војске, а при ослобођењу заједно са окупаторима у Бугарску бежи и део сељана. У њему се воде значајне борбе у оквиру Горничевске битке у којима се истакла српска војска у свом пробоју према Кајмакчалану и Битољу, где се прославио славни српски војсковођа генерал Степа Степановић. У међуратном периоду, 1926. године, власти мењају име селу у Кели. Сами грчки извори наводе, међутим, да становници села настављају да користе старо име. Службеним актом из 1963. године, забрањена је употреба и коришћење старог имена села. Кршење ове забране, по одлуци Леринског префекта, кажњавало се новчаном казном или казном затвора.
Село је страдало и у току Другог светског рата када је било под немачком окупацијом, као и касније у току Грчког грађанског рата. 220 становника је емигрирало у Југославију, 10-ак породица у Бугарску, а 30-ак становника у остале, тада, социјалистичке земље. 60-их година прошлог века, многи становници заувек напуштају село и одлазе углавном у прекоокеанске земље.
Према истраживању из 1993. године, село је у потпуности славофоно, односно у њему се у великој мери говори славомакедонским говором или прилепско-битољским староштокавским дијалектом.
Сеоска слава је празник Велика Госпојина, која се по новом календару прославља 15. августа.